# Lac Tekapo
Pour les articles homonymes, voir Tekapo.
Le lac Tekapo est un lac de l'île du Sud en Nouvelle-Zélande. C'est le deuxième plus grand des trois lacs à peu près parallèles qui s'étendent du nord au sud le long du bord nord du bassin du Mackenzie dans l'île du Sud de la Nouvelle-Zélande (les autres sont le lac Pukaki et le lac Ōhau). Il couvre une superficie de 83 kilomètres carrés, et se trouve à une altitude de 710 mètres.
Le lac est alimenté à son extrémité nord par les rivières Godley et Macauley, qui prennent leur source dans les Alpes du Sud, au nord. La neige fondue des Alpes du Sud est teintée d'une légère couleur turquoise due au limon glaciaire. C'est ce qui donne au lac Tekapo sa couleur distinctive. À l'est du lac Tekapo se trouve la chaîne des Two Thumb avec le mont Toby (2 222 m), le pic Braun Elwert (2 086 m), le pic Dobson (2 095 m) et le mont Maude (1 797 m) parmi les montagnes qui surplombent le lac Tekapo. Sur le côté ouest du lac Tekapo. Le mont John (1 031 m) est le plus proche de la ville avec le lac Alexandrina plus au nord et le pic Mistake (1 931 m) situé vers la tête du lac. Cowans Hill (783 m) se trouve à l'extrémité sud du lac Tekapo, derrière la ville et à côté de la rivière Tekapo.
La température moyenne de l'eau à la surface du lac varie entre un minimum de 5,8 à 5,9 degrés Celsius en septembre et un maximum de 17 degrés Celsius en janvier,.
Plusieurs hôtels de villégiature sont situés dans la commune de Lake Tekapo, à l'extrémité sud du lac. Le parc régional du lac Tekapo, administré par Environment Canterbury, est situé sur la rive sud du lac. La State Highway 8 passe devant le lac Tekapo à son extrémité sud.
Par temps clair, les hauts sommets enneigés du parc national du Mont Cook sont visibles depuis le lac Tekapo.

## Climat
Le Lac Tekapo possède un climat océanique (Köppen: Cfb), avec des étés vraiment doux et des hivers froids. En raison de cette altitude 762 m au-dessus du niveau de la mer, le lac montre une amplitude quotidienne de température considérable et des gelées vraiment fréquentes. Les températures maximales atteignent 22,2 ºC en janvier et en février et 6,6 ºC en juillet; tandis que les temps minimales descendent jusqu'à 8,5 ºC en janvier et −2,8 ºC en juillet.
Grâce à cette position dans l'ombre pluviométrique des Alpes du Sud, les précipitations annuelles sont modérément basses : environ 534,8 mm, et il n'y a qu'en moyenne 74,8 jours pluie par ane. Finalement, le Lac Tekapo est l'un des endroits les plus ensoleillés de Nouvelle-Zélande, avec une moyenne annuelle de 2504,6 heures d'ensoleillement.
| Mois                                            | jan.  | fév.  | mars  | avril | mai   | juin  | jui.  | août  | sep.  | oct.  | nov. | déc.  | année   |
| ----------------------------------------------- | ----- | ----- | ----- | ----- | ----- | ----- | ----- | ----- | ----- | ----- | ---- | ----- | ------- |
| Température minimale moyenne (°C)               | 8,5   | 8,2   | 6     | 3,5   | 1,4   | −1,9  | −2,8  | −1,2  | 1     | 2,8   | 4,5  | 6,8   | 3,1     |
| Température maximale moyenne (°C)               | 22,2  | 22,2  | 19,5  | 15,3  | 11,5  | 7,4   | 6,6   | 8,8   | 12,4  | 15,2  | 17,3 | 20,1  | 14,9    |
| Record de froid (°C)                            | −3,2  | −2,2  | −5,1  | −6,5  | −11,1 | −15,6 | −14,8 | −13,8 | −10,1 | −8,3  | −5,3 | −7    | −15,6   |
| Record de chaleur (°C)                          | 35    | 34    | 30,7  | 26,1  | 22,2  | 18,5  | 17,6  | 21,9  | 24,8  | 26,1  | 28,3 | 30,6  | 35      |
| Ensoleillement (h)                              | 267,4 | 236,8 | 226,6 | 194,5 | 151,4 | 143,5 | 148,6 | 183,9 | 209,9 | 233,2 | 252  | 256,8 | 2 504,6 |
| Précipitations (mm)                             | 38,1  | 42,2  | 29,2  | 51    | 71,6  | 52,1  | 50,3  | 38,2  | 33,8  | 44,9  | 42,3 | 41,1  | 534,8   |
| dont nombre de jours avec précipitations ≥ 1 mm | 4,9   | 4,4   | 4,8   | 5,9   | 7,8   | 7,2   | 6,8   | 7,2   | 6,4   | 7,3   | 5,9  | 6,2   | 74,8    |
| Humidité relative (%)                           | 58,6  | 67,2  | 72,5  | 71,4  | 77,2  | 81,7  | 78,5  | 76,6  | 65,6  | 64,1  | 60,2 | 61,1  | 69,6    |

## Dans la culture Māori
Tekapo est une orthographe incorrecte de Takapō, le nom te reo Māori du lac Tekapo. Takapō signifie partir en hâte la nuit,.
En 2021, le conseil du district de MacKenzie a annoncé qu'il commencerait à utiliser les deux noms de Tekapo et Takapō pour désigner le lac Tekapo.
Les légendes de Ngāi Tahu parlent du lac Tekapo comme étant l'un des lacs creusés par l'explorateur Waitaha Rākaihautū avec son bâton de creusement polynésien qui était appelé Tūwhakaroria. Après être arrivé dans le waka Uruao à Nelson, Rākaihautū divisa son peuple en deux groupes. Rākaihautū dirigea son groupe vers le milieu de l'île, creusant les lacs d'eau douce de l'île du Sud. Son fils, Rakihouia, mena l'autre groupe le long de la côte est de l'île du Sud.
Les Ngāi Tahu visitaient le lac Tekapo et le lac Alexandrina voisin dans le cadre de leurs habitudes saisonnières de collecte de nourriture. Les lacs étaient bien connus pour leurs anguilles et leurs weka. Ceux-ci étaient récoltés et conservés pour les mois d'hiver à venir.

### Île de Motuariki

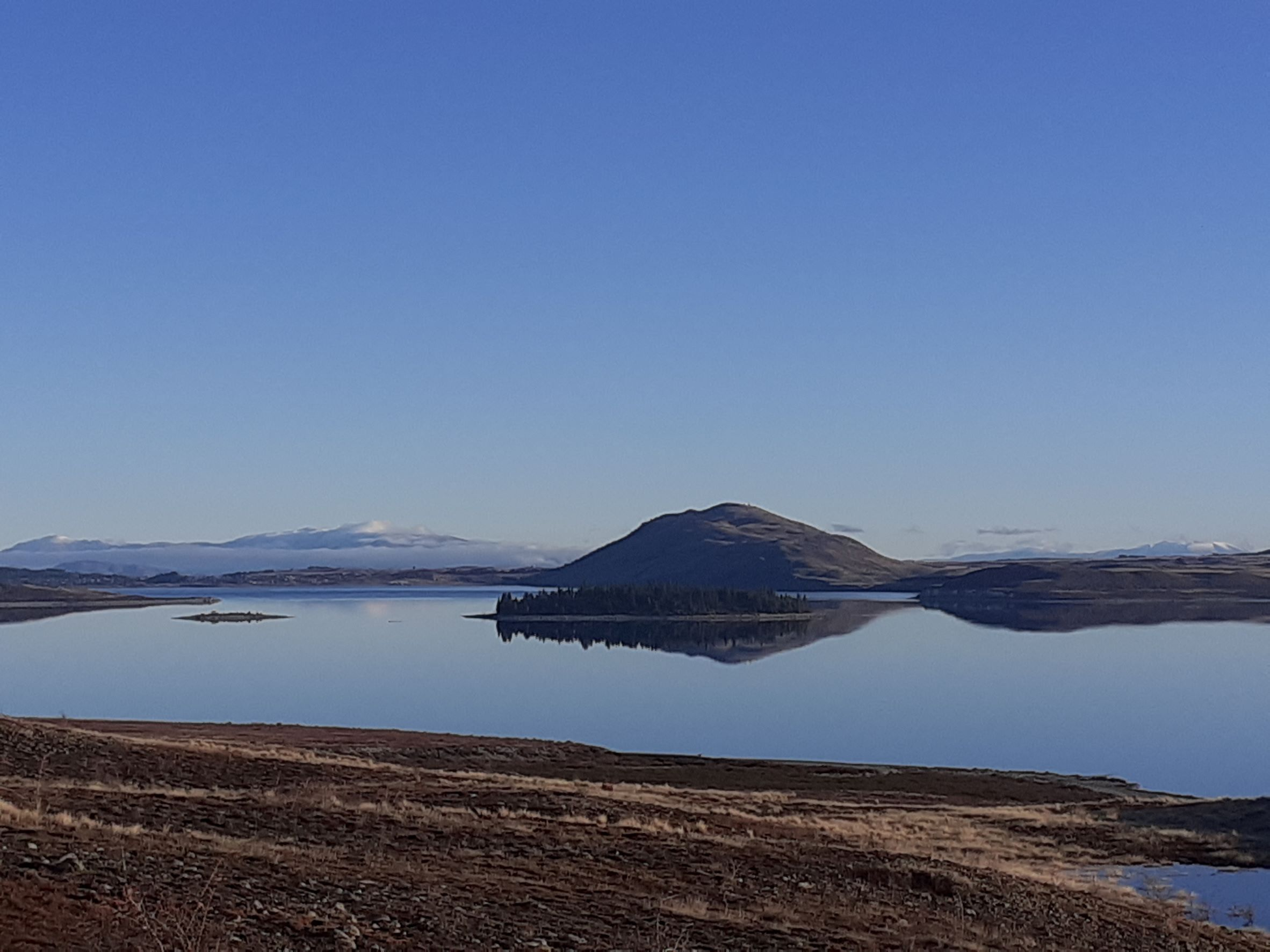
Île Motuariki

Motuariki est la petite île située au milieu du lac Tekapo. Les légendes de Ngāi Tahu parlent de Motuariki, qui était un ancêtre sur le waka Ārai-te-uru qui a chaviré près de Shag Point sur la côte d'Otago. Après le chavirement du waka, de nombreux passagers sont descendus à terre pour explorer la terre. La légende dit qu'ils devaient être de retour au waka avant le jour. Beaucoup n'y sont pas parvenus, y compris Motuariki, et il a été transformé en l'île de Motuariki.

## Réserve de ciel étoilé
Le lac Tekapo et le district environnant ont été reconnus comme une réserve internationale de ciel étoilé en 2012. La réserve s'étend sur 4367 kilomètres carrés, ce qui la place parmi les plus grandes du monde. L'accréditation de la réserve de ciel étoilé reconnaît que le ciel nocturne est presque totalement exempt de pollution lumineuse et idéal pour l'observation des étoiles,,.
Un observatoire astronomique (Mount_John_University_Observatory) est situé au Mont John, au nord de la ville et au sud du petit lac Alexandrina.

## Lupin

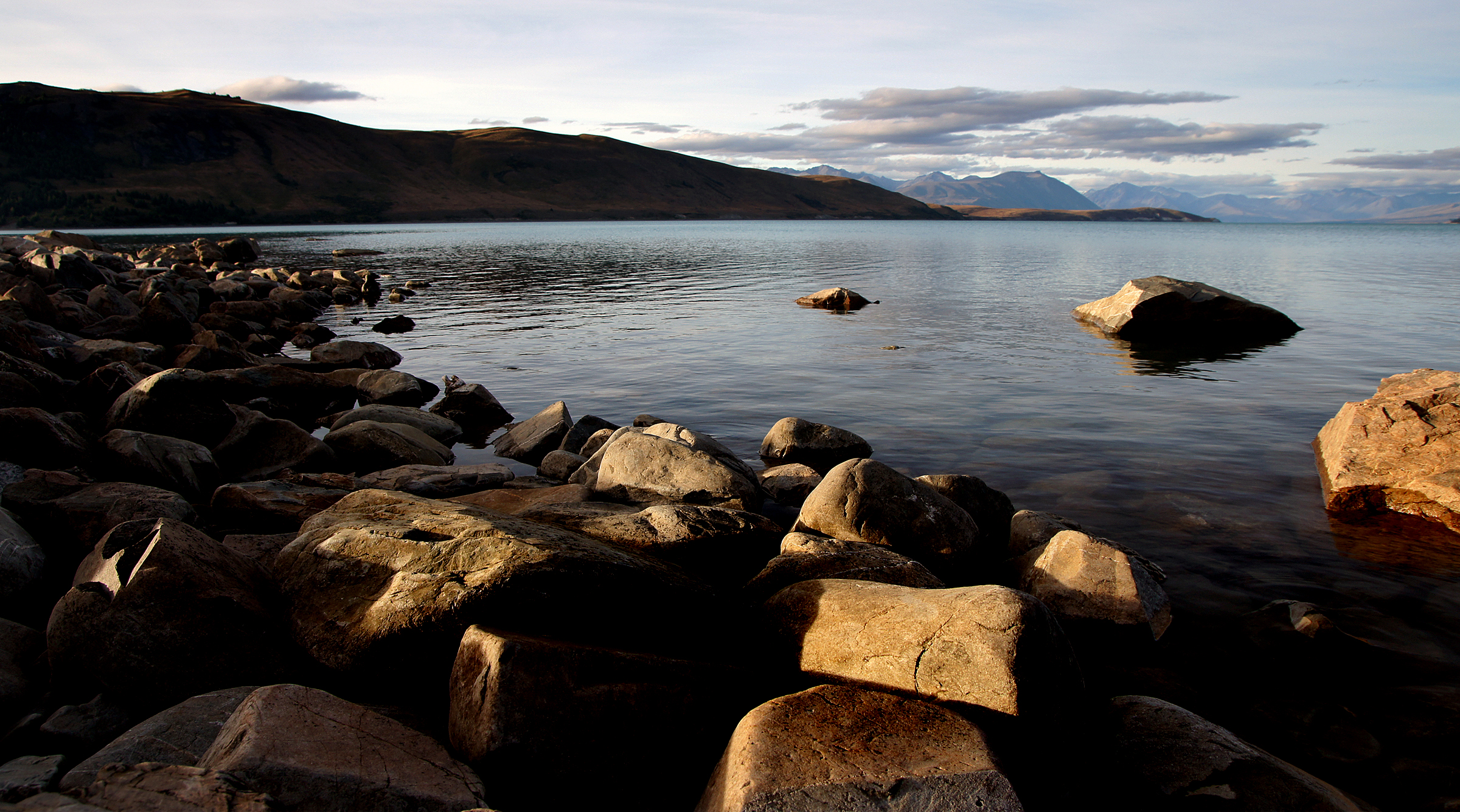
soirée au lac Tekapo

Le lac Tekapo est également connu pour ses étonnantes fleurs de lupin qui fleurissent le long de ses rives de la mi-novembre à la fin décembre. Les lupins Russell ont été introduits dans le bassin du Mackenzie dans les années 1940 à partir de semis ou de lupins plantés dans des jardins dont les graines se sont largement répandues. En 1949, Connie Scott, de la station Godley Peaks, a dispersé des graines de lupin le long de la route après en avoir acheté pour une valeur d'environ 100 £ à l'agent local des stocks et de la station. Bien que belles, elles modifient les écosystèmes des rivières en tresse[Quoi ?]. Il y avait moins de lupins autour du lac Tekapo en décembre 2020, car le niveau d'eau du lac était trop élevé à un moment crucial de leur cycle de croissance, ce qui a empêché leur floraison.
Les conducteurs ont été invités à faire attention pendant la saison des lupins, car de nombreux visiteurs de la région ralentissent ou s'arrêtent pour admirer les lupins le long de la State Highway 8, mais cela peut être dangereux et créer un risque d'accident,.

## Hydroélectricité
À l'origine, le lac se déversait à son extrémité sud, dans la rivière Tekapo. En 1938, la construction d'une centrale électrique, qui devait initialement être terminée en 1943, a été interrompue en 1942 par la guerre mondiale. Dans le même temps, des vannes de contrôle ont été construites pour réguler les débits sortants vers le barrage de Waitaki en aval. Les travaux ont repris en 1944 et la centrale électrique, connue aujourd'hui sous le nom de Tekapo A, a été mise en service en 1951.

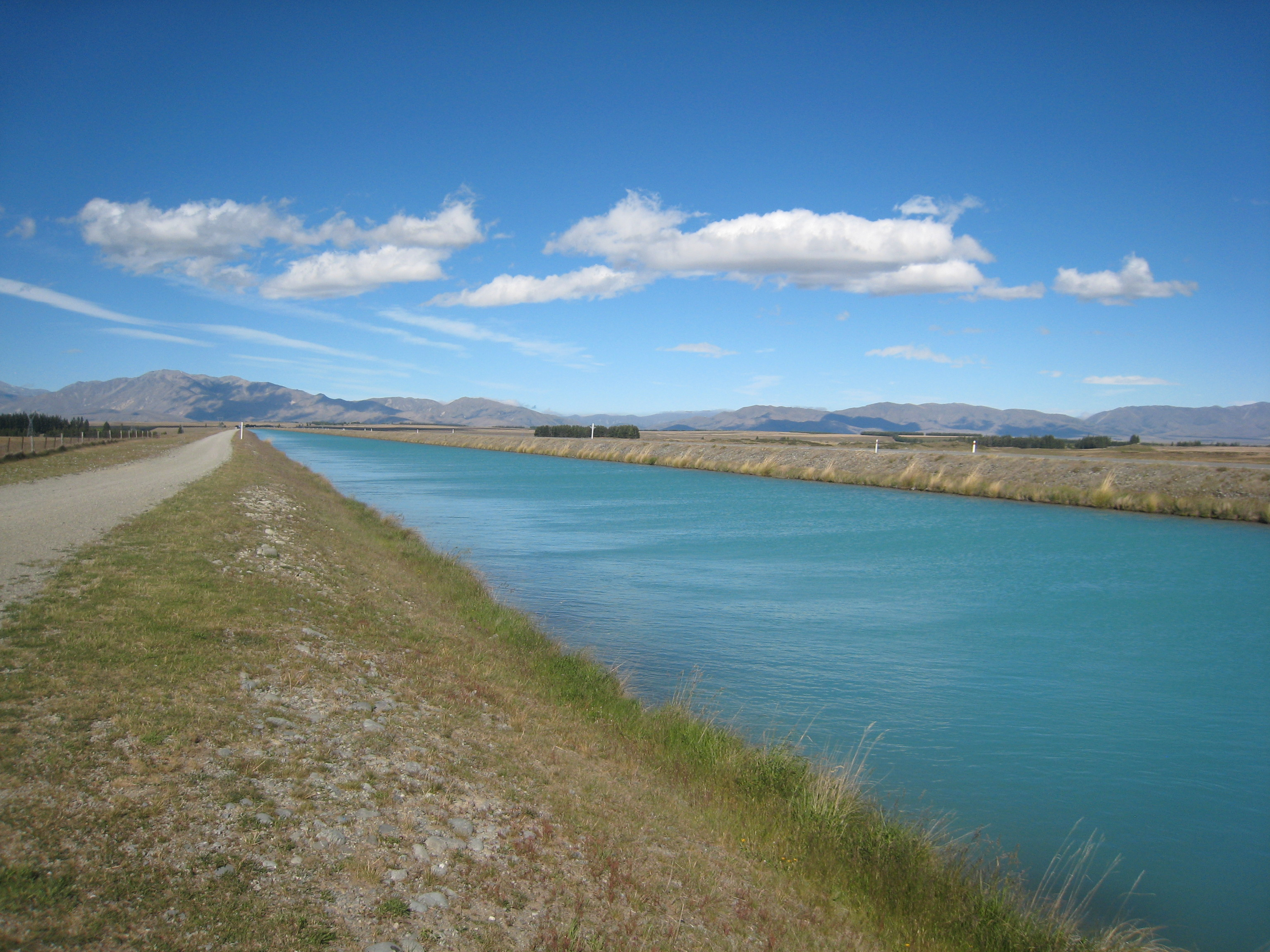
canal Tekapo-Pukaki

L'eau du lac est détournée par un tunnel de 1,4 kilomètre (4 600 pieds) sous la ville jusqu'à la centrale électrique, l'eau étant à l'origine renvoyée dans la rivière. Avec le développement du projet hydroélectrique d'Upper Waitaki dans les années 1970, l'eau est maintenant alimentée dans un canal de 26 kilomètres qui mène à Tekapo B sur les rives du lac Pukaki.
Après une panne de turbine en 1986, une nouvelle turbine Kaplan a été installée, avec une conception plus efficace et une puissance plus élevée (42 000 CV) que l'originale. Aujourd'hui, la centrale produit en moyenne 160 GWh par an, à partir d'un générateur d'une capacité de 25,2 MW. La hauteur de chute nette de la centrale est de 30,5 m.
En 2008, les centrales hydroélectriques Tekapo A et Tekapo B ont été remises en état après la modernisation des centrales Benmore et Waitaki.
Le 1er juin 2011, les centrales hydroélectriques de Tekapo A et B ont été transférées de Meridian Energy à Genesis Energy sur instruction du gouvernement.
En février 2021, Genesis Energy a terminé une mise à niveau qui a renforcé la centrale électrique de Tekapo A pour qu'elle résiste aux tremblements de terre. Ce projet a nécessité cinq ans de planification, deux ans de construction et a coûté 26,5 millions de dollars. La modernisation de l'infrastructure et des tunnels, construits dans les années 1940, a constitué un véritable défi. La centrale électrique de Tekapo A alimente en électricité près de 100 000 foyers.

## Ski
Sur le côté nord du lac, à 24 km de la ville de Tekapo, se trouve le domaine skiable de Roundhill, situé dans la chaîne de montagnes Two Thumb Range, qui s'adresse principalement aux skieurs débutants et intermédiaires. Pour les skieurs avancés, la station de ski de Roundhill dispose également du téléphérique le plus long et le plus raide du monde, qui mène au sommet de la chaîne de Richmond (2133 m),.

## Bâtiments et autres structures

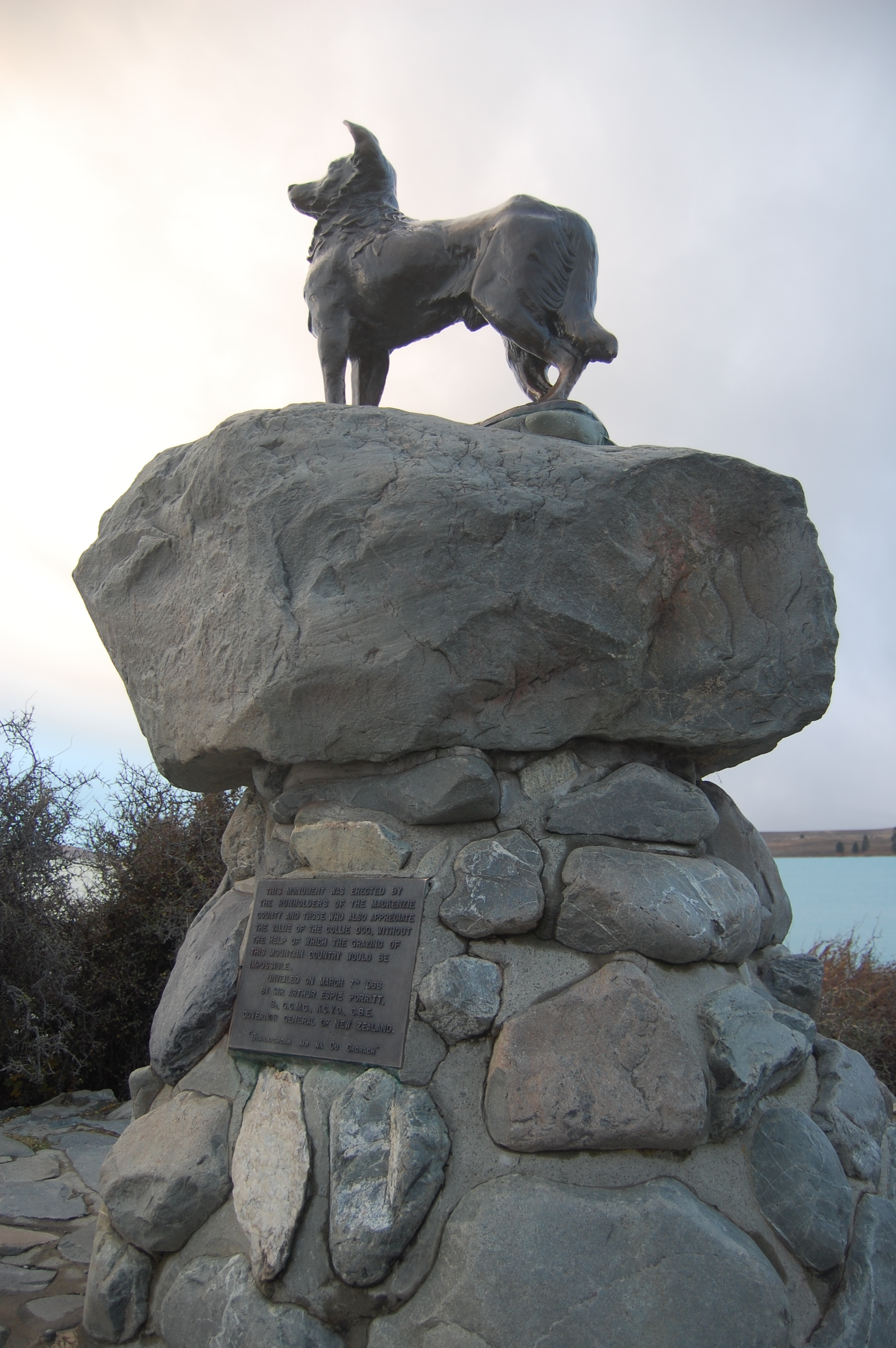
Statue de chien avec plaque

### Église du Bon Berger
Sur les rives du lac Tekapo se trouve l'église du Bon Berger qui, en 1935, a été la première église construite dans le bassin du Mackenzie. L'église du lac Tekapo a été conçue par l'architecte de Christchurch, R.S.D. Harman, à partir des croquis d'une artiste locale, Esther Hope. L'église est l'une des plus photographiées de Nouvelle-Zélande, avec une fenêtre d'autel qui offre une vue sur le lac et les montagnes.

### Chien de berger en bronze
Près de l'église du Bon Berger se trouve une statue en bronze bien connue représentant un chien de berger Collie de Nouvelle-Zélande. La statue a été commandée par les habitants du pays du Mackenzie en reconnaissance du rôle indispensable du chien de berger dans leur subsistance. Le sculpteur était Innes Elliott, de Kaikoura, et le modèle était un chien appelé Haig, appartenant à un voisin. Selon M. Elliott, le processus de sculpture a duré environ quinze mois. L'argile pour le modèle provenait de l'usine d'isolateurs de Temuka. Un moulage en plâtre a été réalisé et envoyé à Londres en 1966, où la statue a été coulée.

## Pêche

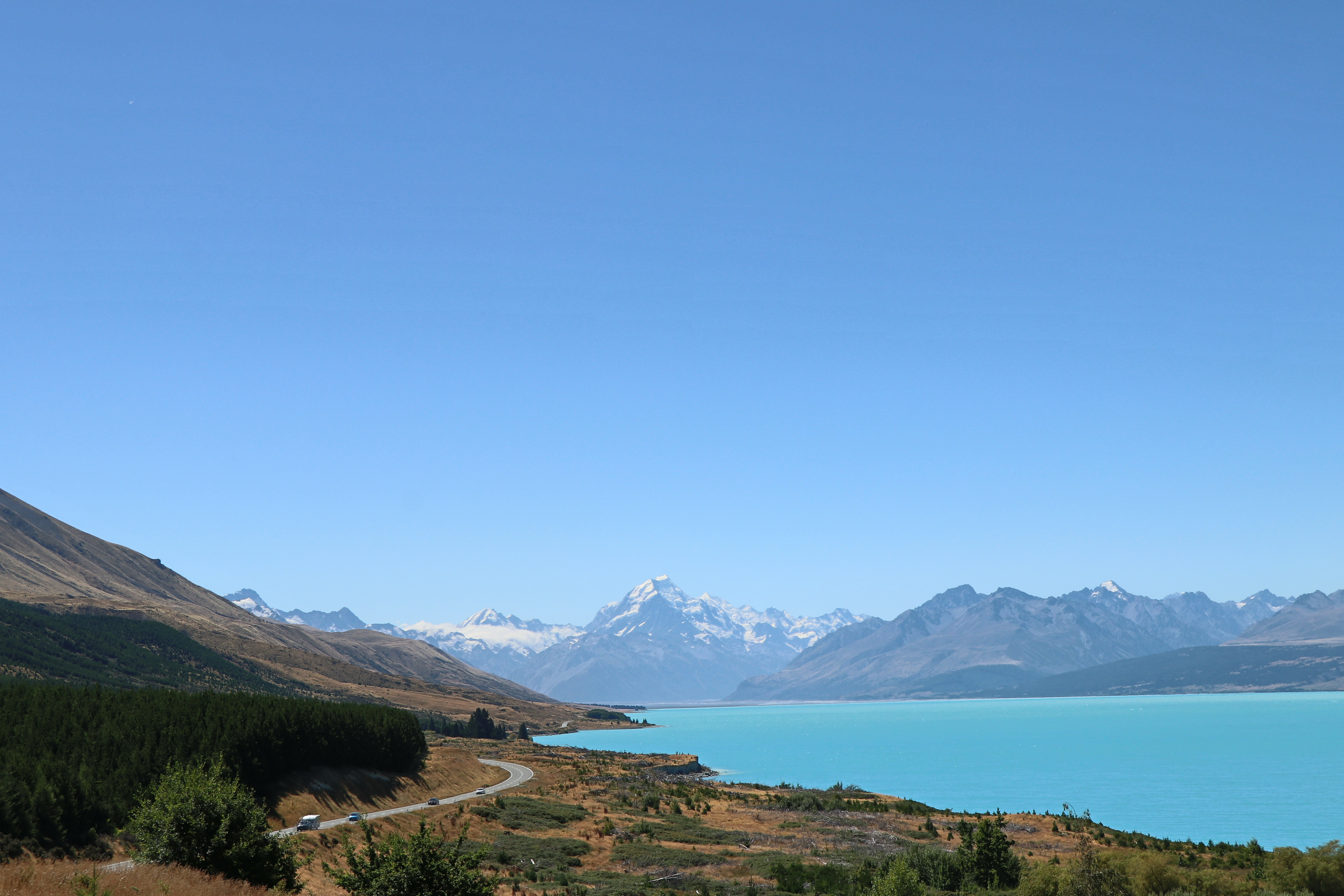
Lac Tekapo

De grosses truites brunes et arc-en-ciel peuvent être pêchées dans le lac Tekapo. La pêche à la traîne avec un leurre depuis un bateau est une option pour pêcher le lac Tekapo. Il est également possible de pêcher depuis le rivage. Les meilleurs endroits pour pêcher depuis la rive se trouvent autour de l'embouchure des nombreux petits cours d'eau qui se jettent dans le lac. Il s'agit notamment de la rivière Cass, de la rivière Mistake, du ruisseau Boundary, du Glenmore Station Tarn, de la rivière Coal et de la rivière Macauley. En 2016, le Conseil de la chasse et de la pêche a relâché 45 000 bébés saumons dans le lac Tekapo pour améliorer les stocks de poissons et 50 000 autres ont été libérés en 2020. La moitié supérieure du canal Tekapo sera fermée à la pêche pendant l'hiver 2021 afin de préserver les stocks pendant le frai. Le canal Tekapo est connu pour ses très grosses truites arc-en-ciel (taille d'un trophée).